# Калат (ханство)
Кала́т (Келат, белудж. قلات) — туземное княжество Британской Индии, существовавшее на территории Белуджистана до середины XX века.

## История
До середины XVII в. Калатом управляли наместники Великих Моголов. В 1666 г. феодалы брагуйского племени гамбрани, занимавшего земли Сураба, восстали против наместника Моголов и, разгромив гарнизон, овладели Калатом. К власти пришёл один из феодалов этого племени, Мир Ахмед, положивший начало правящей здесь династии Ахмадзаев.
Опираясь на объединённые вооружённые силы конфедерации, правители Калата вели себя весьма агрессивно. Отряды Мир-Ахмед-хана неоднократно нападали на земледельческие поселения Севистана (сиби), откуда возвращались с богатой добычей. Преемник Мир-Ахмед-хана, Мир Самандар-хан, также известный как Амир аль-Умара, что означает «командир полководцев», «эмир из амиров» (титул, который дал ему император Великих Моголов Аурангзеб), совершал поход на север против афганских племён, до долин Зхоб и Бари, а на восток — до долин Синда, правители которого (Кальхоры) должны были ежегодно платить ему дань в размере 40 тыс. рупий.
Император Аурангзеб приказал принцу Муаззаму установить ежегодный грант из 20000 рупий за хана Калата после того, как Мир Самандар-хан успешно отразил нападение сил Сефевидов под командованием генерала Тахмасп около Мастунга в 1698 году.
В течение длительного времени брагуйский и белуджский феодалы продолжали сохранять вассальную зависимость от Великих Моголов, и только в начале XVIII века правители Калата провозгласили независимость своего княжества.
Мир-Ахмед II, воинственный правитель Калата (1713-1730), значительно расширил границы княжества. Он захватил Пишин и Шаровак, принадлежавшие династии Гильзаи из Кандагара, и пытался (правда, неудачно) укрепить свои позиции в Мекране. В 1730 г. он был убит в битве с Кальхорами близ Санни (район Кач-Гандовы).
После Мир-Ахмеда II пост занял Мир Абдулла-хан. Хан Калата по инициативе Надир-шаха отправил экспедиционные силы в Кандагар. Правитель Афганистана Ашраф-шах собрал огромную армию и противостоял войскам белуджей около Чамана. Более опытные силы Афганистана превосходили численностью белуджские войска. В битве погиб командующий, мулла Исса Раисани. Поражение, нанесённое афганцами белуджам, было шокирующим, и весь народ начал подготовку к реваншу. В следующем 1725 году хан Калата Мир Абдуллах собрал огромную армию, чтобы напасть на Кандагар и отомстить за более раннее поражение. В пятидесяти милях от Кандагара эти две силы встретились в жестокой битве. Афганская армия потерпела поражение, а афганский правитель Хусейн Хотаки сбежал вместе с остающимися афганскими силами в безопасное место форта Кандагар, оставив своих женщин в одиночестве в руках белуджиских сил, и Мир Абдулла Хан вернулся в Калат после разграбления районов Чаман, Зхоб и Лоралай.
При Мухаббат Хане Калат был включен в состав владений Надир Шаха, войска которого во время похода в Индию (1737 г.) пересекли территорию Белуджистана. Надир Шах передал Мухаббат Хану отобранные у Кальхоров плодородные земли Кач-Гандовы как компенсацию «цены крови» Убитого Мир-Ахмеда II.
После образования афганского государства Ахмад-шахa Дуррани, Калат становится вассалом Кабулa. Ахмед Шах пригласил калатского хана на племенной союз в Кандагар в качестве религиозного джихада. По условиям «Конфедерации» каждое племя вошедшее в нее обязано было выставлять по требованию Хана Калата определенное число воинов межплеменные споры окончательно могли быть разрешены только ханом и т.д . В свою очередь Хан Калата обязался выплачивать вождям и сардарам брагуйских и белуджиских племен определенное жалованье наделят их землями не посягать их доходы с обрабатываемых земель и пастбищ расположенных на территорий племен. За время своего правления Насир хан расширил территорию удачный поход в Мекран захватил Кадж и Панджгур дошел до Касрхенда (в иранском белуджистане) и вернулся в Калат через Дезак и Харан.
За участие в походах Ахмед Шаха в Хорасан, Насир Хану была пожалована Кветта. В 1757 г. Насир Хан с крупным отрядом белуджиских конниц участвовал в походе Ахмад шаха на Индию. Возвратившись он сделал попытку (1758 г.) отложиться от Кабула и объявил себя независимым правителем. Посланные Ахмед шахом войска были разгромлены. Но война продолжалось было жестокая кровопролития но благодаря советников Шаха и Хана было мирная договор Насир Хан обязался за себя и за своих наследников не нарушать мира и впредь не выступать против правителей Афганистана. После 1758 г. правители Калата не платили больше дани Афганистану, а были обязаны лишь поставлять шеститысячный отряд конницы в афганскою армию. За участие в очередном походе на Индию (1761—1762 гг.), когда конница Насир хана дошла до лахора, Ахмад шах наградил калатского хана землями Харанда и Джаджила.
Насир хан строго разграничил права вождей крупных брагуйских и белуджиских племен и свои собственные. Вожди племен имели право взимать натуральною ренту с подвластного им населения (оседлых земледельцев и кочевников-скотоводов), обязанного нести определенные феодальные повинности разрешали внутриплеменные конфликты творили суд и расправу и т. д. Значение феодальных уделов в Калате усиливалось, что знаменовало дальнейшее укрепление феодального строя у белуджей. Правитель Калата «бегляр беги» имел право объявления войны и заключения мира, а также право верховного судьи. Личная охрана у хана состояла 800 всадников афганцев, что позволяло оказывать влияние на феодалов в повиновении племена и ограничивать их разбойничий набеги на торговый караваны персий и, земледельческие поселения в кермане. За всю историю клатского ханства белуджи признали только Недир Шаха и Ахмад Шаха своими повелителями, но были фактически независимым.
В 1839 году, во время первой англо-афганской войны, британские войска взяли Калат и убили Мехраб-хана, назначив в ханство британского агента. После нескольких попыток восстаний белуджи смирились с британским присутствием, и с 1840 года британский агент стал жить в Калате на постоянной основе.
В 1876 году Роберт Сандеман, агент генерал-губернатора Индии в Белуджистане, подписал с ханом Калата договор о границе, разграничив земли ханства и британской провинции Белуджистан.
Во время раздела Британской Индии в 1947 году Мир Ахмад Яр-хан подписал договор о вхождении ханства в состав Пакистана (современные белуджские историки утверждают, что его заставил сделать это Джинна, а он сам желал сделать из Калата независимое государство). В связи с тем, что на территории ханства начались антипакистанские выступления, армия Пакистана была приведена в боевую готовность, и в апреле 1948 года ряд политических лидеров Калата были арестованы, а симпатизировавшая Индийскому национальному конгрессу партия Анджуман-и-Ватан была объявлена вне закона. 16 мая 1948 года принц Абдул Карим-хан попытался поднять восстание и создать независимый Белуджистан, но восстание было подавлено, а принц — схвачен и приговорён к десятилетнему заключению.
3 октября 1952 года ханства Калат, Харан, Лас Бела и Макран объединились в Союз государств Белуджистана.

## Список правителей
- 1666—1667 Мир Ахмад I
- 1695—1696 Мир Мехраб
- 1697—1713 Самандар
- 1713—1714 Мир Ахмад II
- 1715—1730 Мир Абдуллах
- 1730—1749 Мир Мухаббат
- 1749—1794 Мир Хусейн Насир I
- 1794—1831 Мир Махмуд I
- 1831—1839 Мир Мехраб II
- 1839—1840 Мир Шах Наваз
- 1840—1857 Мир Хусейн Насир II
- 1857—1863 Мир Мухаммад Худабад (1-й срок)
- 1863—1864 Шердил (узурпатор)
- 1864—1893 Мир Мухаммад Худабад (1-й срок)
- 1893—1931 Мир Махмуд II
- 1931—1933 Мир Мохаммад Азам Ян
- 1933—1955 Мир Ахмад Яр